# Carnota
Carnota egy község Spanyolországban, A Coruña tartományban. Carnota Muros, Mazaricos és Dumbría községekkel határos. Lakosainak száma 3800 fő (2024).

## Turizmus, látnivalók

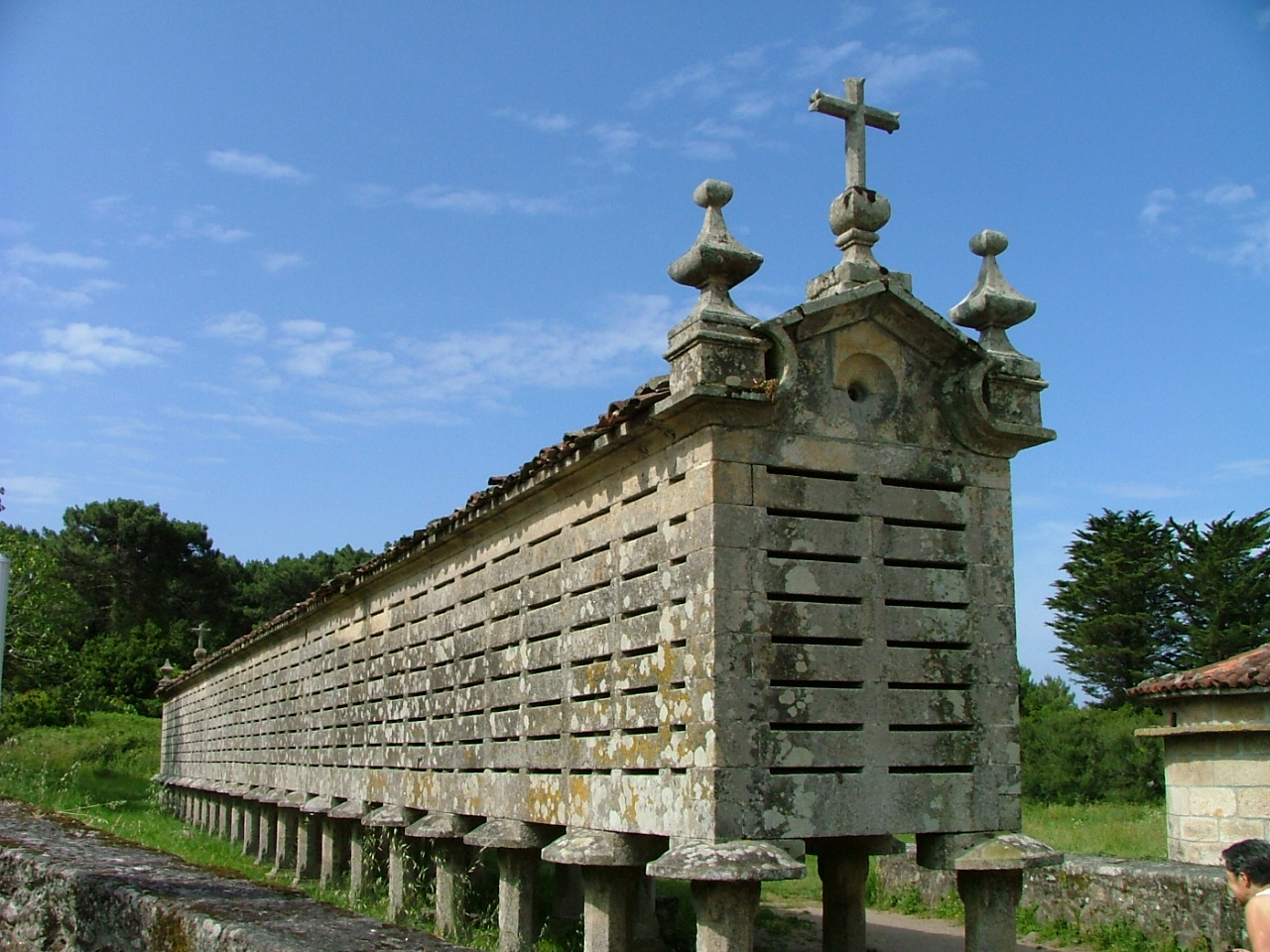
A műemlék hórreo (épült 1768 és 1783 között)

Részben a község területén található Galicia egyik legszebb vidéke, a kis területű Monte Pindo nevű hegység, ahol számos védett növény- és állatritkaságon kívül különleges sziklaalakzatok és egy 10. századi vár romjai is megtalálhatók.
A község másik nevezetessége, hogy itt található egy 1768 és 1783 között épült, mára nemzeti műemlékké nyilvánított különleges gabonatároló, egy hórreo.

## Népesség
A település népessége az utóbbi években az alábbiak szerint változott:
| Lakosok száma | 5593 | 5285 | 5112 | 4938 | 4834 | 4376 | 4170 | 3957 | 3854 | 3800 |
|               | 2001 | 2004 | 2006 | 2009 | 2011 | 2014 | 2016 | 2019 | 2021 | 2024 |